# Baltische Landeswehr
Baltische Landeswehr (Baltiske Landeværn) var navnet på de fælles væbnede styrker for den kurlandske og liviske adel fra 7. december 1918 til den 3. juli 1919.
Efter Våbenhvilen i Compiègne den 11. november 1918 insisterede den Inter-allierede Militære Kontrolkommission (fransk: Commission militaire interalliée de controle eller CMIC) på, at de tyske tropper forblev i Baltikum for at forhindre, at regionen på ny besattes af Den Røde Hær. Eftersom den sovjetiske vestoffensiv nærmede sig, henvendte den provisoriske lettiske regering sig til August Winnig, den tyske advokat for Baltikum, og underskrev en aftale med ham om at tillade organiseringen af forsvarsstyrker den 7. december 1918. Parterne underskrev en anden aftale den 29. december, som sikrede alle udenlandske soldater, som deltog i kampene for Letlands frihed, fuldt statsborgerskab i Republikken Letland. Våben, seletøj til heste og uniformer skulle leveres af tyskerne, madforsyninger skulle varetages af den provisoriske regering i Letland.
Baltische Landeswehr var underlagt det tyske 6. Reserve Korps under kommando af Generalmajor Rüdiger von der Goltz, en stilling han udnævntes til den 1. februar 1919. Den øverstbefalende for Baltische Landeswehr under dets operationer var Major Alfred Fletcher.